# Laimute Baikauskaite
Laimute Baikauskaite (Vilna, Lituania, 10 de junio de 1956) es una atleta lituana retirada especializada en la prueba de 1500 m en la que, representando a la Unión Soviética, llegó a ser subcampeona olímpica en 1988.

## Carrera deportiva
En los JJ. OO. de Seúl 1988 ganó la medalla de plata en los 1500 metros, con un tiempo de 4:00.24 segundos, tras la rumana Paula Ivan que con 3:56.96 segundos batió el récord olímpico, y por delante de su compatriota Tetyana Samolenko.